# Henrique Silva Milagres
Henrique Silva Milagres (* 25. April 1994 in Rio de Janeiro) ist ein brasilianischer Fußballspieler.

## Karriere
Henrique begann seine fußballerische Ausbildung beim CR Vasco da Gama in Brasilien. Am 21. Juli 2013 (8. Spieltag) stand er in der Série A bei einem 3:1-Sieg über den Fluminense FC in der Startelf und gab somit sein Profidebüt. In der gesamten Série A 2013 spielte er elfmal für Vasco da Gama. Nach dem Abstieg des Vereins in die Série B spielte er in der Série B 2014 nur einmal in der Liga und dreimal in der Staatsmeisterschaft, die sein Team als Zweiter abschloss. Sie schafften den direkten Wiederaufstieg, Henrique wurde jedoch in der Folgesaison kein einziges Mal eingesetzt, sein Team gewann aber die Staatsmeisterschaft. Im Jahr 2016 spielte er elf Zweitligaspiele und dreimal in der Meisterschaft, die er mit Vasco da Gama erneut gewann. 2017 spielte er 21 Mal wieder in der höchsten Spielklasse und zwölfmal in der Staatsmeisterschaft. Am 1. Februar debütierte er international in der Copa Libertadores gegen Universidad Concepción, als man 4:0 gewann. Er spielte in der gesamten Saison wettbewerbsübergreifend 42 Mal und wurde mit seinem Verein erneut Vizemeister der Meisterschaft von Rio de Janeiro. In der Saison 2019 kam er zu 21 Ligaeinsätzen und spielte bei erneuter Vizemeisterschaft dreimal in der Staatsmeisterschaft. In der Spielzeit 2020 spielte er in allen Wettbewerben zusammengenommen 43 Mal.
Im Sommer 2021 wechselte er nach Frankreich zum Erstligisten Olympique Lyon. Am 15. August 2021 (2. Spieltag) debütierte er bei einer 0:3-Niederlage gegen den SCO Angers nach Einwechslung in der Ligue 1. In der Saison 2021/22 spielte er nicht sonderlich oft, kam aber zu sämtlichen Einsätzen in der Europa League.

## Erfolge
CR Vasco da Gama
- Staatsmeisterschaft von Rio de Janeiro: 2015, 2016
  - 2. Platz: 2014, 2018, 2019